# Zetsuen no Tempest
Zetsuen No Tempest (絶園のテンペスト Zetsuen no Tenpesuto?,  lit. "La tempestad del éxodo"), es un manga japonés escrito por Kyō Shirodaira e ilustrado por Arihide Sano y Ren Saizaki, publicado por la editorial Square Enix en la revista Monthly Shōnen Gangan. Una adaptación al anime producida por BONES, empezó a transmitirse en Japón el 4 de octubre de 2012.

## Argumento
La historia se centra en Yoshino Takigawa y su amigo Mahiro Fuwa, un adolescente cuya hermana fue asesinada misteriosamente hace un año. Mahiro desaparece, ya que decide investigar el caso de su hermana asesinada, por otro lado Yoshino es acorralado por una mujer llamada Evangeline, investigando sobre el paradero de su amigo Mahiro, ya que en los lugares donde Mahiro aparecía, ocurría una epidemia, sin embargo, Mahiro aparece para ayudar a su amigo y a su vez le explica la situación. Mahiro fue contactado por Kusaribe Hakase, una maga que se encuentra en una isla desierta de la que no puede salir, ya que se opuso a los deseos de su clan. Entre Hakase y Mahiro hay un trato en el que Hakase ayudara a Mahiro a encontrar a los culpables de la tragedia de su hermana. Y Mahiro, con la ayuda de Yoshino, detendrán al clan Kusaribe, que pretende despertar el "Árbol del éxodo" que traerá consigo la destrucción al mundo.
En la historia se podrá ver reflejada ciertos aspectos con respecto a las obras de William Shakespeare, ya que se mencionan algunas frases de estas obras y algunos personajes se identificaran con los personajes del mismo autor.

## Personajes

### Principales
Mahiro Fuwa (不破 真広 Fuwa Mahiro?)
Seiyū: Toshiyuki Toyonaga, Yūko Sanpei (joven)
Un joven cuya familia fue asesinada un año antes desde el inicio de la serie incluyendo a su hermanastra Aika. A cambio de encontrar al culpable de la muerte de su familia, Mahiro está dispuesto de ayudar a Hakaze para detener el clan kusaribe con la ayuda de Yoshino, aunque debe salvar al mundo, su objetivo realmente es encontrar al asesino de su familia por el amor que le tenía a su hermanastra Aika. A pesar de que Mahiro no está relacionado con Aika por sangre, afirma que nunca tuvo sentimientos románticos hacia ella. En este caso se asemeja más al personaje de Hamlet de las obras de William Shakespeare. Pero finalmente él confiesa haber estado enamorado de Aika, aunque no quería aceptarlo.
Yoshino Takigawa (滝川 吉野 Takigawa Yoshino?)
Seiyū: Kōki Uchiyama
Es amigo de Mahiro, quien se une a su amigo para evitar la resurrección del Árbol del éxodo. Al igual que Mahiro, Yoshino no puede superar la muerte de Aika, ya que eran novios, sin embargo, este hecho se mantiene en secreto para Mahiro. Yoshino tiene una personalidad más tranquila a diferencia de la imprudencia de su amigo Mahiro, y por lo general siempre logra persuadirlo, se caracteriza por pensar mejor las cosas. Yoshino se puede identificar con el personaje de Romeo, de las obras de Shakespeare. Al final desarrolla sentimientos por Hakaze.
Hakaze Kusaribe (鎖部 葉風 Kusaribe Hakaze?)
Seiyū: Miyuki Sawashiro
Es la líder del clan Kusaribe, que debe proteger el "Árbol del génesis", que es la fuente de magia utilizada por su clan. Es traicionada por su ayudante Samon, que tiene la intención de resucitar el Árbol del éxodo. Hakaze es dejada en una isla desierta de la que no puede salir. Ella utiliza sus últimos restos de magia para hacer unas muñecas de madera, una de ellas la lanza al mar, que esta a su vez la encontraría Mahiro. Hakaze desarrolla sentimientos por Yoshino, pero se abstiene de confesarse ya que él afirmó tener novia. Al final de la serie Yoshino y Hakaze se abrazan, compartiendo así un momento romántico.

### Clan Kusaribe
Samon Kusaribe (鎖部 左門 Kusaribe Samon?)
Seiyū: Rikiya Koyama
Era el ayudante de Hakaze, sin embargo este la traiciona y toma el puesto como líder del clan Kusaribe, que tiene la intención de despertar el Árbol del éxodo y evitar la aparición del Árbol del génesis y después tiene una esposa, Evangeline Yamamoto. 
Natsumura Kusaribe (鎖部 ナツ村 Kusaribe Natsumura?)
Seiyū: Jun'ichi Suwabe
Es considerado la mano derecha de Samon, y uno de los mejores magos del clan Kusaribe. Suele llevar una lanza en las batallas.
Tetsuma Kusaribe (鎖部 鉄馬 Kusaribe Tetsuma?)
Seiyū: Hiroyuki Yoshino
Es un subordinado de Samon, mago del clan Kusaribe. Es inteligente y muy racional, por tanto piensa que Hakaze desafía la razón al proteger el Árbol del génesis. Tiene un tatuaje en forma de flecha en su rostro.

### Otros personajes
Aika Fuwa (不破 あいか Fuwa Aika?)
Seiyū: Kana Hanazawa
Fue asesinada hace un año antes de iniciar la serie, era la hermanastra de Mahiro y en secreto era la exnovia de Yoshino. A pesar de su muerte, Mahiro está obsesionado con vengar su muerte y Yoshino aún asegura tener novia. Aika es un personaje fundamental para esta historia, ya que guarda bastantes misterios. Más tarde se revela que ella es la maga del éxodo y, en lugar de ser asesinada, se suicidó; el manga también había explicado que ella también mató a sus padres para asegurarse de que no impidan que Mahiro encuentre al supuesto asesino de Aika.
Junichirou Hoshimura (星村 潤一郎 Hoshimura Junichirō?)
Seiyū: Hirofumi Nojima
Era miembro del clan Kusaribe, sin embargo, abandono el clan para alejarse del conflicto y convertirse en un estudiante universitario, ya que tiene una personalidad bastante pacifista, su magia se centra en desviar los ataques del enemigo. Hakaze confía en él, por tanto le deja a cargo un talismán con el poder de detener el Árbol del éxodo. Parece gustarle bastante Evangeline.
Megumu Hanemura (羽村 めぐむ Hanemura Megumu?)
Seiyū: Yūki Kaji
Es el Mago del éxodo, el cual después de la muerte de Aika consigue sus poderes ya que queda como sucesor del Árbol del éxodo, al hacer su aparición el programa da un vuelco haciendo que la Maga del génesis actúe contra el Árbol del génesis.

## Media

### Anime
El anime comenzó a transmitirse el 4 de octubre de 2012. También fue licenciado por Aniplex USA en Norteamérica y por Madman Entertainment en Australia.

#### Lista de episodios
| #  | Título                                                                          | Estreno                 |
| -- | ------------------------------------------------------------------------------- | ----------------------- |
| 1  | «La hechicera del barril» (魔法使いは、樽の中)                                  | 4 de octubre de 2012    |
| 2  | «Él dijo que ella era muy hermosa» (彼女はとてもきれいだった、と少年は言った)   | 11 de octubre de 2012   |
| 3  | «Hay cosas que aún la magia no puede hacer» (できないことは、魔法にもある)      | 18 de octubre de 2012   |
| 4  | «El par maldito» (罰あたり、ふたり)                                             | 25 de octubre de 2012   |
| 5  | «Todo sucede por una razón» (全てのことには、わけがある)                        | 1 de noviembre de 2012  |
| 6  | «La paradoja de la calavera» (矛盾する、頭蓋)                                   | 8 de noviembre de 2012  |
| 7  | «Primer beso» (ファースト · キス)                                               | 15 de noviembre de 2012 |
| 8  | «La hora de aplastar a la princesa»                                             | 22 de noviembre de 2012 |
| 9  | «Amigo» (彼氏)                                                                  | 30 de noviembre de 2012 |
| 10 | «Cómo hacer una máquina del tiempo» (タイムマシンのつくり方)                    | 7 de diciembre de 2012  |
| 11 | «Hija del tiempo» (時の娘)                                                      | 14 de diciembre de 2012 |
| 12 | «En ausencia de ti, un momento de felicidad» (しばし天の祝福より遠ざかり･･････) | 21 de diciembre de 2012 |
| 13 | «La filosofía de los sueños» (夢の理)                                           | 11 de enero de 2013     |
| 14 | «Feliz año nuevo» (あけましておめでとう)                                        | 18 de enero de 2013     |
| 15 | «Usted parece estar tramando algo» (何やら企んでいるようであり)                 | 25 de enero de 2013     |
| 16 | «La aparición errante» (徘徊する亡霊)                                           | 1 de febrero de 2013    |
| 17 | «Nieve marina» (マリンスノー)                                                   | 8 de febrero de 2013    |
| 18 | «La princesa bailarina» (舞姫)                                                  | 15 de febrero de 2013   |
| 19 | «El objeto de deseo» (願ったものは)                                             | 22 de febrero de 2013   |
| 20 | «¿Quién lo hizo?» (フーダニット （誰がやったか）)                               | 29 de febrero de 2013   |
| 21 | «Mujer fatal» (ファム·ファタール （運命の女）)                                  | 8 de marzo de 2013      |
| 22 | «Aika Fuwa» (不破愛花)                                                          | 15 de marzo de 2013     |
| 23 | «La batalla de Génesis» (はじまりの戦い)                                        | 22 de marzo de 2013     |
| 24 | «A cada uno, su propio cuento» (それぞれの物語)                                 | 29 de marzo de 2013     |

#### Banda sonora
Los temas de apertura son:
1. "Spirit Inspiration" por Nothing's Carved in Stone (Capítulos 1 al 12).
2. "Daisuki na no ni" por Kylee (Capítulos del 14 al 23).

Y los temas de cierre:
1. "Happy endings" por Kana Hanazawa (Capítulos del 2 al 12).
2. "Boku-tachi no Uta" por Tomohisa Sako (Capítulos del 14 al 24).

### Manga
El manga fue publicado por primera vez en el 2009 por Square Enix en la revista Shōnen Gangan. Escrito por Kyō Shirodaira e ilustrado por Ren Saizaki y Arihide Sano. Finalizado en marzo de 2013 con 10 volúmenes recopilatorios.